# Трисилицид дирутения
Трисилицид дирутения — бинарное неорганическое соединение
рутения и кремния
с формулой Ru2Si3,
кристаллы.

## Получение
- Сплавление стехиометрических количеств чистых веществ:

{\displaystyle {\mathsf {2Ru+3Si\ {\xrightarrow {1710^{o}C}}\ Ru_{2}Si_{3}}}}

## Физические свойства
Трисилицид дирутения образует кристаллы нескольких модификаций:
- ромбическая сингония, пространственная группа P bcn, параметры ячейки a = 1,10678 нм, b = 0,89512 нм, c = 0,55339 нм, Z = 8, структура типа тригерманида дирутения Ru2Ge3;
- тетрагональная сингония, пространственная группа P 4c2, параметры ячейки a = 1,1075 нм, c = 0,8954 нм, Z = 16, структура типа тристаннида дирутения Ru2Sn3, существует при температуре выше ≈1000°C [1][2].

Соединение конгруэнтно плавится при температуре 1710°C (1683°C ).